# Жуковское (Одесская область)
Жуковское (укр. Жуковське; с 1965 г. до 2016 г. — Петровское, до 1965 г. — Чубаровка ) — село, относится к Ширяевскому району Одесской области Украины.
Население по переписи 2001 года составляло 8 человек. Почтовый индекс — 66850. Телефонный код — 4858. Занимает площадь 0,19 км². Код КОАТУУ — 5125484404.

## Местный совет
66850, Одесская обл., Ширяевский р-н, с. Армашевка, ул. Центральная, 9